# Kurzkopfgleitbeutler

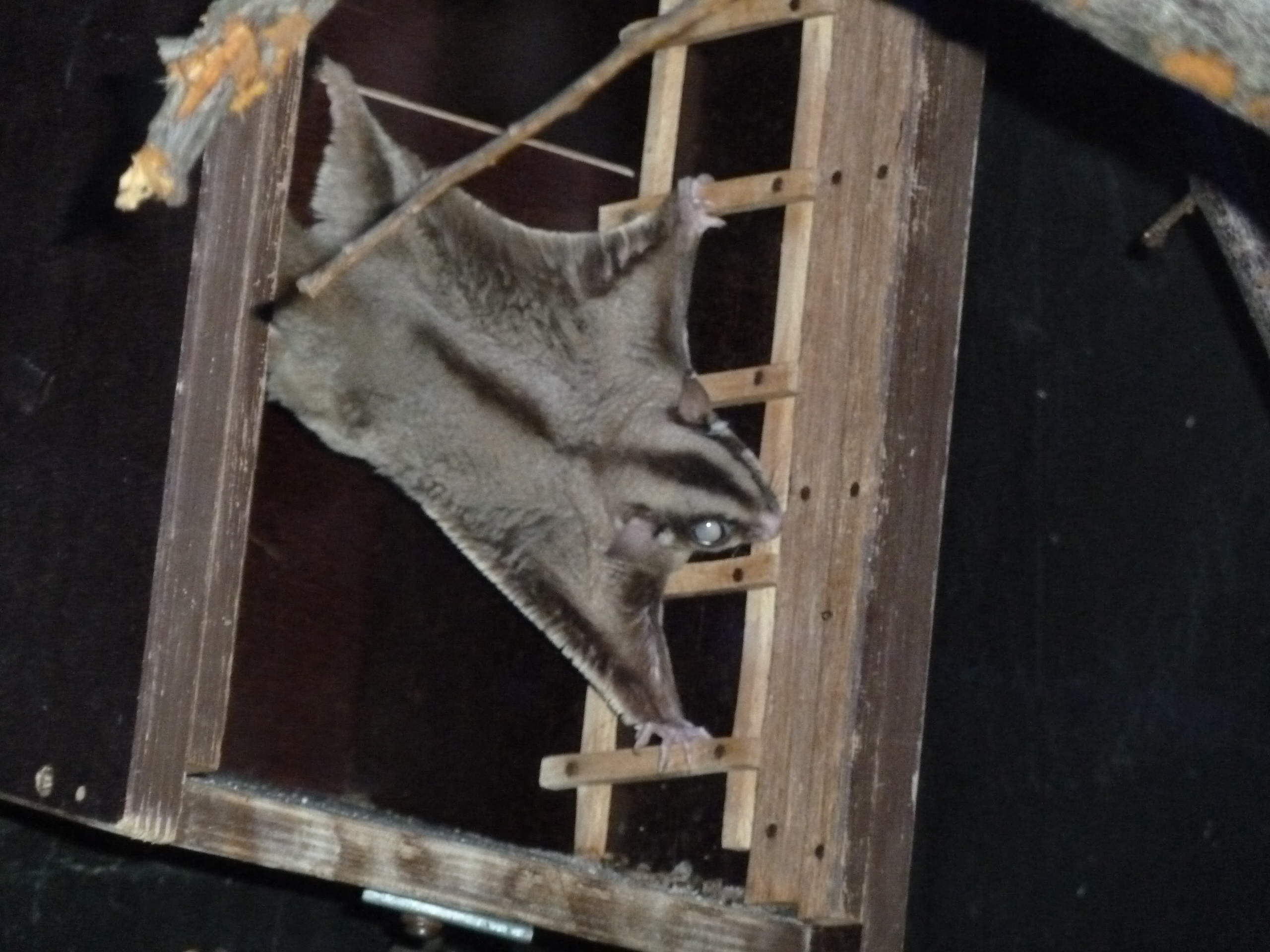
Gleitbeutler mit aufgespannter Flugmembran

Der Kurzkopfgleitbeutler (Petaurus breviceps, auch Sugar Glider genannt) ist eine in Australien vorkommende Art der Gleitbeutler (Petauridae). In manchen Regionen Australiens zählt er zu den häufigsten Beuteltieren, wird aber wegen seiner nächtlichen Lebensweise trotzdem nur selten gesehen.

## Merkmale
Kurzkopfgleitbeutler erreichen Kopf-Rumpf-Längen zwischen 16 und 21 cm; hinzu kommt noch der Schwanz, der etwa die gleiche Länge besitzt. Ihr Gewicht liegt beim Männchen im Mittel bei 130 g, während das Weibchen mit nur etwa 90 g deutlich leichter ist.
Die Unterseite dieser Gleitbeutler ist hell- bis mittelgrau gefärbt und manchmal gelblich angehaucht; die Oberseite ist grau oder braun. Von der Schnauze über den Scheitel und Rücken bis zur Schwanzbasis führt ein braunschwarzes Band, allerdings gibt es hier zwischen den einzelnen Unterarten gewisse Differenzen. Die Innenseiten der Ohren sowie die Nase sind rosa, die Augen tiefschwarz. Wie bei allen Diprotodontia (die Beutelsäugerordnung, zu denen auch die Gleitbeutler gehören) sind die zweiten und dritten Zehen der Hinterfüße miteinander verwachsen, während die erste Zehe opponierbar und krallenlos ist. Die Vorderbeine haben fünf Finger, wobei der vierte verlängert ist und eine besonders scharfe Kralle trägt, mit der das Tier beispielsweise Insekten unter Baumrinden hervorholt.
Die dünne, behaarte Flugmembran reicht von den Handgelenken bis zu den Knöcheln und hat beim Gleiten eine rechteckige Form. Wenn das Tier auf einem Ast sitzt, wellt sich die Membran und lässt den Gleiter dicklich erscheinen. Der lange, buschige Schwanz ist an der Spitze weißgrau gefärbt und mit durchschnittlich 4 cm langen Haaren besetzt. Er kann nicht als wirkliches Greifwerkzeug benutzt werden, wohl aber als Hilfsmittel beim Einsammeln von Blättern und beim Festhalten an Ästen.
Beide Geschlechter haben eine Sekretdrüse am After. Das Männchen hat zwei weitere auf Stirn und Brust, während das Weibchen noch eine Drüse im Beutel trägt, die nur aktiv wird, wenn Junge vorhanden sind, und dann eine bräunliche Flüssigkeit absondert. Der Beutel befindet sich auf der Bauchseite und enthält vier Zitzen.
Wie die meisten nachtaktiven Tiere hat auch der Kurzkopfgleitbeutler ein gutes Gehör sowie einen ausgeprägten Geruchssinn, mit dem er die Mitglieder seiner Gruppe erkennen kann. Er verfügt des Weiteren über gute und leicht herausstehende Augen, die ihm einen relativ guten Rundblick ermöglichen. Zum Tasten benutzt er seine 10 bis 15 weißlichen Vibrissen (Schnurrhaare). Zur Kommunikation zwischen Gruppenmitgliedern werden verschiedene kreischende Rufe verwendet. Der Alarmruf ist ein schrilles Kläffen („wok-wok-wok“), der Angstruf dagegen ein hohes Kreischen.

## Lebensweise
Kurzkopfgleitbeutler sind gesellige und nachtaktive Baumbewohner, die in Gruppen von bis zu zwölf Tieren leben. Zu solchen Gruppen schließen sich meistens sechs Alttiere mit ihren Jungen zusammen. Die Gruppe spaltet sich manchmal im Sommer auf. Innerhalb der Gruppe wird die Rangordnung nicht durch Kämpfe, sondern durch die Duftstärke des Sekrets geregelt. Auch sonst haben die Sekrete große Bedeutung: Gruppenmitglieder reiben sich oft gegenseitig mit ihren Pfoten den Kopf oder die Brust mit den Sekreten ein. Die größte Aktivität in dieser Hinsicht übt das dominante Männchen des Verbandes aus, dessen Duft alle Mitglieder tragen und an dem sich Mitglieder einer Gruppe erkennen können. Treffen die dominanten Männchen verschiedener Gruppen aufeinander, kommt es zu heftigen Kämpfen, die von Fauchlauten begleitet werden. Die einzelnen Verbände unterhalten Reviere, deren Ausdehnung im Schnitt 0,5 ha beträgt.

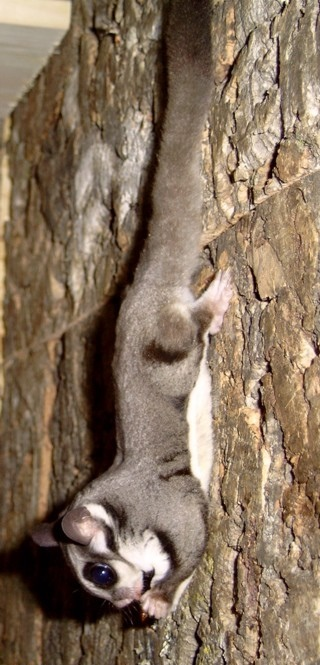
Kurzkopfgleitbeutler

Die Lebenserwartung der Tiere liegt in Gefangenschaft bei etwa zwölf Jahren, in Freiheit dagegen bei vier bis fünf, höchstens aber sieben Jahren. Die besondere Fähigkeit aller Gleithörnchenbeutler stellt ihre Gleitfähigkeit dar. Dabei gleiten sie mit ihrer Flugmembran je nach Absprunghöhe bis zu 60 m weit und steuern mit ihrem Schwanz die Flugrichtung. Tagsüber schlafen sie als Gruppe in ihrem Nest aus Blättern, das meist in einem Astloch versteckt ist. Die Nester riechen faulig, da die Gleiter die Blätter mit Urin anfeuchten, damit diese nicht zusammenfallen. Die für den Nestbau benötigten Blätter werden kopfüber hängend gesammelt.

### Fortpflanzung
Die Paarung findet im tropischen Australien ganzjährig statt, während sie im Südosten Australiens in die Zeit zwischen Juni und November, meistens aber in den August fällt. Ein Weibchen paart sich oft mit mehreren Männchen, die ausgesuchten Weibchen mit Stirnsekret die Brust einreiben, während die Weibchen wiederum ihre Willigkeit durch das Reiben des Kopfes an der Brust des Männchens demonstrieren. Vor der Paarung ist der Beutel des Weibchens klein und dünnwandig. Nach der Paarung wird die Beutelwand dicker, die Blutgefäße und Sekretdrüsen im Beutel vergrößern sich.
Nach der Geburt, der eine 16-tägige Tragzeit vorausgeht, verkleinert sich der Beutel mit den vier Zitzen wieder. Die ein bis drei Jungen (meistens zwei) sind zum Zeitpunkt ihrer Geburt nur etwa 190 Milligramm schwer sowie blind und hilflos. Sie klettern in den Beutel ihrer Mutter und verbringen dort etwa 70 Tage, wobei ihre Hinterbeine in den letzten zehn Tagen schon über den Beutelrand hervorragen. Im Nest verbringen sie noch weitere 30 bis 50 Tage, in denen sich ihre Augen öffnen. Danach können sie selbstständig auf Nahrungssuche gehen; allerdings kommen sie oft wieder zum Nest zurück. Ihre Geschlechtsreife erreichen sie mit acht bis 15 Monaten.

### Nahrung
Die bevorzugte Nahrung der Gleitbeutler sind Baumsäfte, vor allem von Eukalyptusbäumen und Akazien, die viele Kohlenhydrate enthalten. Um an den Saft zu kommen, beißen sie die Rinde von Bäumen auf und lecken den austretenden, süßen Saft. Da Eukalyptusbäume für viele Tierarten eine Nahrungsquelle darstellen und somit hohe Konkurrenz herrscht, werden die Bäume vehement verteidigt. Dank seiner Flugmembran kann der Gleitbeutler bei Gefahr schnell fliehen und auch sonst schnell zwischen den zur Nahrungsaufnahme geeigneten Bäumen wechseln.
Des Weiteren fressen die Tiere Nektar und Pollen sowie proteinreiche Insekten und Larven, deren Eiweiß sie besonders während der Fortpflanzungszeit benötigen. Steht während dieser Zeit nicht genügend von der benötigten Nahrung zur Verfügung, werden die Fortpflanzungsaktivitäten oft eingestellt.

## Verbreitung und Bedrohung

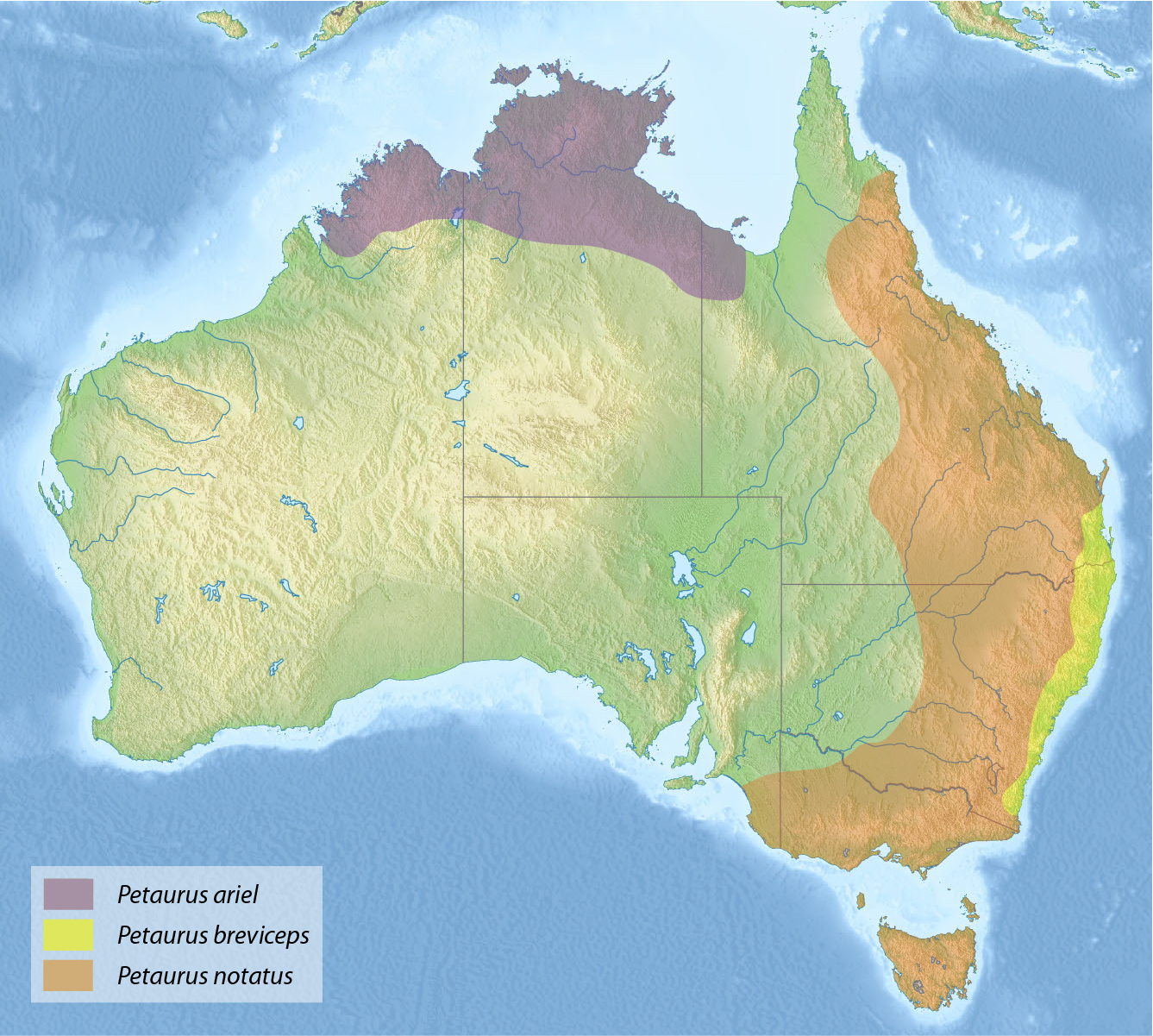
Die Verbreitungsgebiete von drei Gleitbeutlerarten in Australien

Das geografische Verbreitungsgebiet des Kurzkopfgleitbeutlers in Australien liegt im Südosten des Kontinents und umfasst nur das Gebiet östlich der Great Dividing Range vom südöstlichen Queensland über die Küstenregion von New South Wales bis an die Grenze nach Victoria. Die westlich der Great Dividing Range lebenden Gleithörnchenbeutler gelten seit dem Jahr 2020 als eigenständige Art (Petaurus notatus), ebenso die im Norden Australiens vorkommenden Tiere (Nordaustralischer Kurzkopf-Gleitbeutler (P. ariel)).
Kurzkopfgleitbeutler wurden in Höhen zwischen 0 und 2400 m beobachtet und sind eines der häufigsten Säugetiere Australiens, werden allerdings auf Grund ihrer Nachtaktivität nur selten gesehen. Die Rodung der lichten Wälder, die ihren Lebensraum darstellen, wirkt sich negativ auf die Populationen der Kurzkopfgleitbeutler aus. Ihre wichtigsten natürlichen Feinde sind Eulen wie die Buschkäuze und in jüngerer Zeit auch verwilderte Hauskatzen.

## Systematik

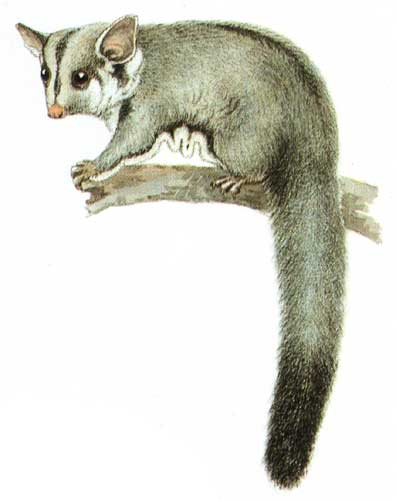
Kurzkopfgleitbeutler

Der Kurzkopfgleitbeutler wurde erstmals im Jahr 1839 durch den britischen Zoologen George Robert Waterhouse wissenschaftlich beschrieben. In den folgenden Jahren und Jahrzehnten wurden weitere Gleitbeutlerarten beschrieben, die oft später mit dem Kurzkopfgleitbeutler synonymisiert wurden oder ihm als Unterarten zugeordnet wurden. In Mammalian Species werden noch sieben Unterarten anerkannt, drei in Australien und vier auf Neuguinea. Im Beuteltierband des Handbook of the Mammals of the World sind es nur noch vier, da alle außerhalb von Australien vorkommenden Kurzkopfgleitbeutler zu einer Unterart zusammengefasst werden:
- Petaurus breviceps breviceps Waterhouse, 1839; Victoria, östl. New South Wales, südöstl. Queensland
- Petaurus breviceps longicaudatus Longman, 1924; nördl. und nordöstl. Queensland
- Petaurus breviceps ariel (Gould, 1842); nördl. Northern Territory, äußerster Nordosten von Western Australia
- Petaurus breviceps papuanus Thomas, 1888; nördl. Neuguinea; Inseln: nördl. Molukken (Halmahera, Bacan, Misool), Bismarck-Archipel (Neubritannien, Neuirland, New Hanover), D’Entrecasteaux-Inseln

Es besteht jedoch schon seit längerer Zeit die Vermutung, dass es sich bei Petaurus breviceps nicht um eine einzelne, sondern um einen Komplex verschiedener, sich äußerlich sehr ähnlich sehender kryptischer Arten handelt und dass eine Revision von Petaurus breviceps nötig ist um diese Frage zu klären. Eine solche taxonomische Untersuchung wurde Mitte 2020 veröffentlicht und ergab, dass Petaurus breviceps ariel näher mit dem Mahagoni-Gleithörnchenbeutler (Petaurus gracilis) und dem Mittleren Gleithörnchenbeutler (P. norfolcensis) verwandt ist als mit Petaurus breviceps. Ihr wurde deshalb der Rang einer eigenständigen Art zugestanden.
In der gleichen Untersuchung fand man heraus, dass die Petarus breviceps zugerechneten Exemplare westlich der Great Dividing Range sich in ihrer mitochondrialen DNA von denen östlich der Great Dividing Range unterscheiden, es sich also bei diesen Gleithörnchenbeutler um unterschiedliche Arten handeln muss. Da als Terra typica von Petaurus breviceps die Umgebung von Sydney angegeben wird, was an der Küste östlich der Great Dividing Range liegt, muss für die westlich der Great Dividing Range vorkommenden Gleithörnchenbeutler eine neue Artbezeichnung gefunden werden. Dafür stand die Bezeichnung Petaurus notatus zur Verfügung, da die Terra typica dieser Art die große Bucht Port Phillip an der Südküste Australiens ist, westlich der Great Dividing Range liegt.
Die ursprünglich Petarus breviceps zugerechneten Gleitbeutler in Australien werden damit in drei Arten ohne Unterarten geteilt, der Nordaustralische Kurzkopf-Gleitbeutler (Petaurus ariel) im Norden, Petarus breviceps in der schmalen Region östlich der Great Dividing Range und Petaurus notatus im großen Gebiet westlich der Great Dividing Range. Petaurus breviceps longicaudatus wird dabei Petaurus notatus zugerechnet und verliert den Status einer Unterart. Bei den vom Menschen nach Tasmanien eingeführten Gleitbeutlern soll es sich um Petaurus notatus handeln. Wie der taxonomische Status des Papua-Kurzkopf-Gleitbeutlers (Petaurus breviceps papuanus) ist bleibt dabei ungewiss, da nur australische Kurzkopfgleitbeutler untersucht wurden. Er wird inzwischen von der American Society of Mammalogists und anderen als eigenständige Art anerkannt.
Die verwandtschaftlichen Beziehungen der Kurzkopfgleitbeutler zeigt folgendes Kladogramm:
|  | Kurzkopfgleitbeutler (P. breviceps)            |
|  |                                                |
|  | Krefft-Gleithörnchenbeutler (Petaurus notatus) |
|  |                                                |

|  | Nordaustralischer Kurzkopf-Gleitbeutler (P. ariel)                                                                               |
|  | |
|  | \| \| Mahagoni-Gleithörnchenbeutler (P. gracilis) \| \| \| \| \| \| Mittlerer Gleithörnchenbeutler (P. norfolcensis) \| \| \| \| |
|  | |
|  | Mahagoni-Gleithörnchenbeutler (P. gracilis)                                                                                      |
|  | |
|  | Mittlerer Gleithörnchenbeutler (P. norfolcensis)                                                                                 |
|  | |

|  | Mahagoni-Gleithörnchenbeutler (P. gracilis)      |
|  |                                                  |
|  | Mittlerer Gleithörnchenbeutler (P. norfolcensis) |
|  |                                                  |

|  | Nordaustralischer Kurzkopf-Gleitbeutler (P. ariel)                                                                               |
|  | |
|  | \| \| Mahagoni-Gleithörnchenbeutler (P. gracilis) \| \| \| \| \| \| Mittlerer Gleithörnchenbeutler (P. norfolcensis) \| \| \| \| |
|  | |
|  | Mahagoni-Gleithörnchenbeutler (P. gracilis)                                                                                      |
|  | |
|  | Mittlerer Gleithörnchenbeutler (P. norfolcensis)                                                                                 |
|  | |

|  | Mahagoni-Gleithörnchenbeutler (P. gracilis)      |
|  |                                                  |
|  | Mittlerer Gleithörnchenbeutler (P. norfolcensis) |
|  |                                                  |

|  | Kurzkopfgleitbeutler (P. breviceps)            |
|  |                                                |
|  | Krefft-Gleithörnchenbeutler (Petaurus notatus) |
|  |                                                |

|  | Nordaustralischer Kurzkopf-Gleitbeutler (P. ariel)                                                                               |
|  | |
|  | \| \| Mahagoni-Gleithörnchenbeutler (P. gracilis) \| \| \| \| \| \| Mittlerer Gleithörnchenbeutler (P. norfolcensis) \| \| \| \| |
|  | |
|  | Mahagoni-Gleithörnchenbeutler (P. gracilis)                                                                                      |
|  | |
|  | Mittlerer Gleithörnchenbeutler (P. norfolcensis)                                                                                 |
|  | |

|  | Mahagoni-Gleithörnchenbeutler (P. gracilis)      |
|  |                                                  |
|  | Mittlerer Gleithörnchenbeutler (P. norfolcensis) |
|  |                                                  |

|  | Nordaustralischer Kurzkopf-Gleitbeutler (P. ariel)                                                                               |
|  | |
|  | \| \| Mahagoni-Gleithörnchenbeutler (P. gracilis) \| \| \| \| \| \| Mittlerer Gleithörnchenbeutler (P. norfolcensis) \| \| \| \| |
|  | |
|  | Mahagoni-Gleithörnchenbeutler (P. gracilis)                                                                                      |
|  | |
|  | Mittlerer Gleithörnchenbeutler (P. norfolcensis)                                                                                 |
|  | |

|  | Mahagoni-Gleithörnchenbeutler (P. gracilis)      |
|  |                                                  |
|  | Mittlerer Gleithörnchenbeutler (P. norfolcensis) |
|  |                                                  |

|  | Kurzkopfgleitbeutler (P. breviceps)            |
|  |                                                |
|  | Krefft-Gleithörnchenbeutler (Petaurus notatus) |
|  |                                                |

|  | Nordaustralischer Kurzkopf-Gleitbeutler (P. ariel)                                                                               |
|  | |
|  | \| \| Mahagoni-Gleithörnchenbeutler (P. gracilis) \| \| \| \| \| \| Mittlerer Gleithörnchenbeutler (P. norfolcensis) \| \| \| \| |
|  | |
|  | Mahagoni-Gleithörnchenbeutler (P. gracilis)                                                                                      |
|  | |
|  | Mittlerer Gleithörnchenbeutler (P. norfolcensis)                                                                                 |
|  | |

|  | Mahagoni-Gleithörnchenbeutler (P. gracilis)      |
|  |                                                  |
|  | Mittlerer Gleithörnchenbeutler (P. norfolcensis) |
|  |                                                  |

|  | Nordaustralischer Kurzkopf-Gleitbeutler (P. ariel)                                                                               |
|  | |
|  | \| \| Mahagoni-Gleithörnchenbeutler (P. gracilis) \| \| \| \| \| \| Mittlerer Gleithörnchenbeutler (P. norfolcensis) \| \| \| \| |
|  | |
|  | Mahagoni-Gleithörnchenbeutler (P. gracilis)                                                                                      |
|  | |
|  | Mittlerer Gleithörnchenbeutler (P. norfolcensis)                                                                                 |
|  | |

|  | Mahagoni-Gleithörnchenbeutler (P. gracilis)      |
|  |                                                  |
|  | Mittlerer Gleithörnchenbeutler (P. norfolcensis) |
|  |                                                  |

|  | Kurzkopfgleitbeutler (P. breviceps)            |
|  |                                                |
|  | Krefft-Gleithörnchenbeutler (Petaurus notatus) |
|  |                                                |

|  | Nordaustralischer Kurzkopf-Gleitbeutler (P. ariel)                                                                               |
|  | |
|  | \| \| Mahagoni-Gleithörnchenbeutler (P. gracilis) \| \| \| \| \| \| Mittlerer Gleithörnchenbeutler (P. norfolcensis) \| \| \| \| |
|  | |
|  | Mahagoni-Gleithörnchenbeutler (P. gracilis)                                                                                      |
|  | |
|  | Mittlerer Gleithörnchenbeutler (P. norfolcensis)                                                                                 |
|  | |

|  | Mahagoni-Gleithörnchenbeutler (P. gracilis)      |
|  |                                                  |
|  | Mittlerer Gleithörnchenbeutler (P. norfolcensis) |
|  |                                                  |

|  | Nordaustralischer Kurzkopf-Gleitbeutler (P. ariel)                                                                               |
|  | |
|  | \| \| Mahagoni-Gleithörnchenbeutler (P. gracilis) \| \| \| \| \| \| Mittlerer Gleithörnchenbeutler (P. norfolcensis) \| \| \| \| |
|  | |
|  | Mahagoni-Gleithörnchenbeutler (P. gracilis)                                                                                      |
|  | |
|  | Mittlerer Gleithörnchenbeutler (P. norfolcensis)                                                                                 |
|  | |

|  | Mahagoni-Gleithörnchenbeutler (P. gracilis)      |
|  |                                                  |
|  | Mittlerer Gleithörnchenbeutler (P. norfolcensis) |
|  |                                                  |

|  | Kurzkopfgleitbeutler (P. breviceps)            |
|  |                                                |
|  | Krefft-Gleithörnchenbeutler (Petaurus notatus) |
|  |                                                |

|  | Nordaustralischer Kurzkopf-Gleitbeutler (P. ariel)                                                                               |
|  | |
|  | \| \| Mahagoni-Gleithörnchenbeutler (P. gracilis) \| \| \| \| \| \| Mittlerer Gleithörnchenbeutler (P. norfolcensis) \| \| \| \| |
|  | |
|  | Mahagoni-Gleithörnchenbeutler (P. gracilis)                                                                                      |
|  | |
|  | Mittlerer Gleithörnchenbeutler (P. norfolcensis)                                                                                 |
|  | |

|  | Mahagoni-Gleithörnchenbeutler (P. gracilis)      |
|  |                                                  |
|  | Mittlerer Gleithörnchenbeutler (P. norfolcensis) |
|  |                                                  |

|  | Nordaustralischer Kurzkopf-Gleitbeutler (P. ariel)                                                                               |
|  | |
|  | \| \| Mahagoni-Gleithörnchenbeutler (P. gracilis) \| \| \| \| \| \| Mittlerer Gleithörnchenbeutler (P. norfolcensis) \| \| \| \| |
|  | |
|  | Mahagoni-Gleithörnchenbeutler (P. gracilis)                                                                                      |
|  | |
|  | Mittlerer Gleithörnchenbeutler (P. norfolcensis)                                                                                 |
|  | |

|  | Mahagoni-Gleithörnchenbeutler (P. gracilis)      |
|  |                                                  |
|  | Mittlerer Gleithörnchenbeutler (P. norfolcensis) |
|  |                                                  |

|  | Kurzkopfgleitbeutler (P. breviceps)            |
|  |                                                |
|  | Krefft-Gleithörnchenbeutler (Petaurus notatus) |
|  |                                                |

|  | Nordaustralischer Kurzkopf-Gleitbeutler (P. ariel)                                                                               |
|  | |
|  | \| \| Mahagoni-Gleithörnchenbeutler (P. gracilis) \| \| \| \| \| \| Mittlerer Gleithörnchenbeutler (P. norfolcensis) \| \| \| \| |
|  | |
|  | Mahagoni-Gleithörnchenbeutler (P. gracilis)                                                                                      |
|  | |
|  | Mittlerer Gleithörnchenbeutler (P. norfolcensis)                                                                                 |
|  | |

|  | Mahagoni-Gleithörnchenbeutler (P. gracilis)      |
|  |                                                  |
|  | Mittlerer Gleithörnchenbeutler (P. norfolcensis) |
|  |                                                  |

|  | Nordaustralischer Kurzkopf-Gleitbeutler (P. ariel)                                                                               |
|  | |
|  | \| \| Mahagoni-Gleithörnchenbeutler (P. gracilis) \| \| \| \| \| \| Mittlerer Gleithörnchenbeutler (P. norfolcensis) \| \| \| \| |
|  | |
|  | Mahagoni-Gleithörnchenbeutler (P. gracilis)                                                                                      |
|  | |
|  | Mittlerer Gleithörnchenbeutler (P. norfolcensis)                                                                                 |
|  | |

|  | Mahagoni-Gleithörnchenbeutler (P. gracilis)      |
|  |                                                  |
|  | Mittlerer Gleithörnchenbeutler (P. norfolcensis) |
|  |                                                  |

|  | Kurzkopfgleitbeutler (P. breviceps)            |
|  |                                                |
|  | Krefft-Gleithörnchenbeutler (Petaurus notatus) |
|  |                                                |

|  | Nordaustralischer Kurzkopf-Gleitbeutler (P. ariel)                                                                               |
|  | |
|  | \| \| Mahagoni-Gleithörnchenbeutler (P. gracilis) \| \| \| \| \| \| Mittlerer Gleithörnchenbeutler (P. norfolcensis) \| \| \| \| |
|  | |
|  | Mahagoni-Gleithörnchenbeutler (P. gracilis)                                                                                      |
|  | |
|  | Mittlerer Gleithörnchenbeutler (P. norfolcensis)                                                                                 |
|  | |

|  | Mahagoni-Gleithörnchenbeutler (P. gracilis)      |
|  |                                                  |
|  | Mittlerer Gleithörnchenbeutler (P. norfolcensis) |
|  |                                                  |

|  | Nordaustralischer Kurzkopf-Gleitbeutler (P. ariel)                                                                               |
|  | |
|  | \| \| Mahagoni-Gleithörnchenbeutler (P. gracilis) \| \| \| \| \| \| Mittlerer Gleithörnchenbeutler (P. norfolcensis) \| \| \| \| |
|  | |
|  | Mahagoni-Gleithörnchenbeutler (P. gracilis)                                                                                      |
|  | |
|  | Mittlerer Gleithörnchenbeutler (P. norfolcensis)                                                                                 |
|  | |

|  | Mahagoni-Gleithörnchenbeutler (P. gracilis)      |
|  |                                                  |
|  | Mittlerer Gleithörnchenbeutler (P. norfolcensis) |
|  |                                                  |

|  | Kurzkopfgleitbeutler (P. breviceps)            |
|  |                                                |
|  | Krefft-Gleithörnchenbeutler (Petaurus notatus) |
|  |                                                |

|  | Nordaustralischer Kurzkopf-Gleitbeutler (P. ariel)                                                                               |
|  | |
|  | \| \| Mahagoni-Gleithörnchenbeutler (P. gracilis) \| \| \| \| \| \| Mittlerer Gleithörnchenbeutler (P. norfolcensis) \| \| \| \| |
|  | |
|  | Mahagoni-Gleithörnchenbeutler (P. gracilis)                                                                                      |
|  | |
|  | Mittlerer Gleithörnchenbeutler (P. norfolcensis)                                                                                 |
|  | |

|  | Mahagoni-Gleithörnchenbeutler (P. gracilis)      |
|  |                                                  |
|  | Mittlerer Gleithörnchenbeutler (P. norfolcensis) |
|  |                                                  |

|  | Nordaustralischer Kurzkopf-Gleitbeutler (P. ariel)                                                                               |
|  | |
|  | \| \| Mahagoni-Gleithörnchenbeutler (P. gracilis) \| \| \| \| \| \| Mittlerer Gleithörnchenbeutler (P. norfolcensis) \| \| \| \| |
|  | |
|  | Mahagoni-Gleithörnchenbeutler (P. gracilis)                                                                                      |
|  | |
|  | Mittlerer Gleithörnchenbeutler (P. norfolcensis)                                                                                 |
|  | |

|  | Mahagoni-Gleithörnchenbeutler (P. gracilis)      |
|  |                                                  |
|  | Mittlerer Gleithörnchenbeutler (P. norfolcensis) |
|  |                                                  |

## Mensch und Kurzkopfgleitbeutler
Gelegentlich essen die australischen Aborigines das Fleisch des Kurzkopfgleitbeutlers und nutzen sein Fell. Die Tiere können leicht erbeutet werden, indem man sie tagsüber aus ihren Nestern holt, in denen sie schlafen. Eine andere Methode ist das Anlocken durch Einschmieren von Baumstämmen mit Honig (aufgrund ihrer Vorliebe für Süßes heißen die Tiere im Englischen Sugar Gliders).
Heute bedrohen die Menschen die Lebensräume der Kurzkopfgleitbeutler durch die stetige Abholzung der Wälder,  gefährden bisher aber die Art insgesamt nicht.
Der Kurzkopfgleitbeutler wird bei Züchtern exotischer Kleintiere immer beliebter und findet sich schon in einigen Wohnungen Europas. Diese Sitte hat in den USA ihren Anfang genommen. Kritiker bemängeln, dass die Haltung eines nachtaktiven, geselligen und platzbedürftigen Tiers in einer Wohnung niemals artgerecht sein kann. Vor allem die scharfen Krallen und die streng riechenden Drüsenabsonderungen sind Argumente, die gegen eine Haltung sprechen dürften.
Kurzkopfgleitbeutler sind auch in deutschen Zoos zu sehen. Insbesondere in kleineren und mittleren zoologischen Einrichtungen sind diese in Unterbringung und Zucht einfachen Tiere mit einer hohen Attraktivität beliebt.

## Sonstiges
Fossil ist der Kurzkopfgleitbeutler seit dem Pleistozän nachgewiesen. Die ältesten Funde stammen aus einer Höhle bei Buchan, Victoria, und wurden auf 15.000 v. Chr. datiert.
Es sind relativ wenige Parasiten des Kurzkopfgleitbeutlers bekannt. Für die Milbe Androlaelaps calypso ist er der Hauptwirt. Auch die normalerweise an Nasenbeutlern schmarotzende Milbe Mesolaelaps antipodianus findet sich oft im Fell der Gleitbeutler.